# Zastava New Hampshirea
Zastava New Hampshirea je službena zastava američke savezne države New Hampshire. Prihvaćena je 1909. godine dok je 1931. izmijenjena zbog promjena na grbu te savezne države. Prije 1909. New Hampshire su predstavljale različite zastave.
Današnja zastava se sastoji od tamno plave pozadine u čijoj sredini dominira grb New Hampshirea. Na grbu se nalazi slika fregate USS Raleigh iz razdoblja Američkog rata za neovisnost. Riječ je o jednom od prvih u ukupno 13 ratnih brodova kojima je raspolagala novoosnovana američka ratna mornarica dok je njegovu izgradnju financirao Kontinentalni kongres. Brod je izgrađen 1776. godine u gradu Portsmouthu.
Grb je obrubljen lovorovim vijencem koji je drevni simbol slave, časti i pobjede. Devet zvijezda unutar vijenca simbolizira podatak da je New Hampshire bio deveta savezna država koja je postala članica Unije.
Obala na kojoj je naslikan brod je žute boje čime se želi ukazati na granitno tlo, jake eruptivne stijene te hrapav krajolik New Hampshirea i čvrst karakter njegovih stanovnika.
Također, bilo je prijedloga da se sa službene zastave makne slika državnog grba i stavi slika Starca s planine (eng. Old Man of the Mountain). Riječ je o nizu od pet izbojaka na granitnoj stijeni na planini Cannon koji su svojim oblikom tvorili izgled Starca s planine (ako bi se promatralo iz određenog kuta). U konačnici se ta stijena 2003. srušila u obližnje jezero čime je zauvijek izgubljen prijašnji oblik. Također, ništa nije službeno poduzeto za uvođenjem Starca s planine na zastavu New Hampshirea.
Prema istraživanju koje je 2001. provelo Sjevernoameričko veksilološko društvo, zastava New Hampshirea je rangirana na 63. mjesto u konkurenciji 72 zastave američkih saveznih država i teritorija te kanadskih provincija.

## Vanjske poveznice
- New Hampshire Almanac - State Flag
- New Hampshire state flag